# Euophrys bifida
Euophrys bifida Wesolowska, Azarkina & Russell-Smith, 2014 è un ragno appartenente alla famiglia Salticidae.

## Etimologia
Il nome proprio deriva dall'aggettivo latino bifidus, -a, -um, che significa bicuspide, a due punte, in riferimento alla forma del dente retromarginale dei cheliceri.

## Caratteristiche
L'olotipo maschile ha un cefalotorace lungo 1,2-1,3mm, largo 0,9mm e spesso 0,6mm.
Il paratipo femminile ha un cefalotorace lungo 1,3-1,4mm, largo 1,0-1,1mm e spesso 0,5-0,6mm.
La caratteristica che distingue questa specie dalle congeneri è la struttura dei cheliceri con dente bicuspide retromarginale, presente in entrambi i sessi. La forma dei pedipalpi è simile a quello di E. purcelli Peckham & Peckham, 1903 ma ne differisce per il diametro maggiore della spirale embolica e dalla forma dell'apofisi tibiale. La femmina ha un epigino con due piccole depressioni rotonde circondate da flange sclerotizzate.

## Distribuzione
La specie è stata reperita in Sudafrica, nella Provincia del Capo Orientale. Di seguito alcuni rinvenimenti:
1. l'olotipo maschile è stato rinvenuto in località Hogsback, nel fogliame della foresta delle Amatola Mountains da J.A. Neethling & C. Luwes il 1º ottobre 2011[1].
2. un paratipo maschile e tre femminili reperiti fra il fogliame nella stessa zona dell'olotipo da studenti di entomologia dell'UFS il 3 aprile 2012[1].

## Tassonomia
Al 2022 non sono note sottospecie e dal 2018 non sono stati esaminati nuovi esemplari.